# Новая Збурьевка
Новая Збурьевка (укр. Нова Збур'ївка) — село в Голопристанской городской общине Скадовского района Херсонской области Украины. В 2022 году, во время вторжения России на Украину, село было захвачено. На данный момент находится под оккупацией ВС РФ.
Население по переписи 2001 года составляло 7489 человек. Почтовый индекс — 75631. Телефонный код — 5539. Код КОАТУУ — 6522384001.
В селе жил, умер и был похоронен Герой Советского Союза Алексей Контушный.
В конце февраля 2022 года в ходе вторжения России на Украину населённый пункт был оккупирован российской армией.

## Местный совет
75631, Херсонская обл., Скадовский р-н, с. Новая Збурьевка, ул. Ленина, 155